# Aimé Dubrulle
Aimé Dubrulle, né à Douai en 1826 et mort en 1884 dans la même commune, est un architecte français.

## Biographie

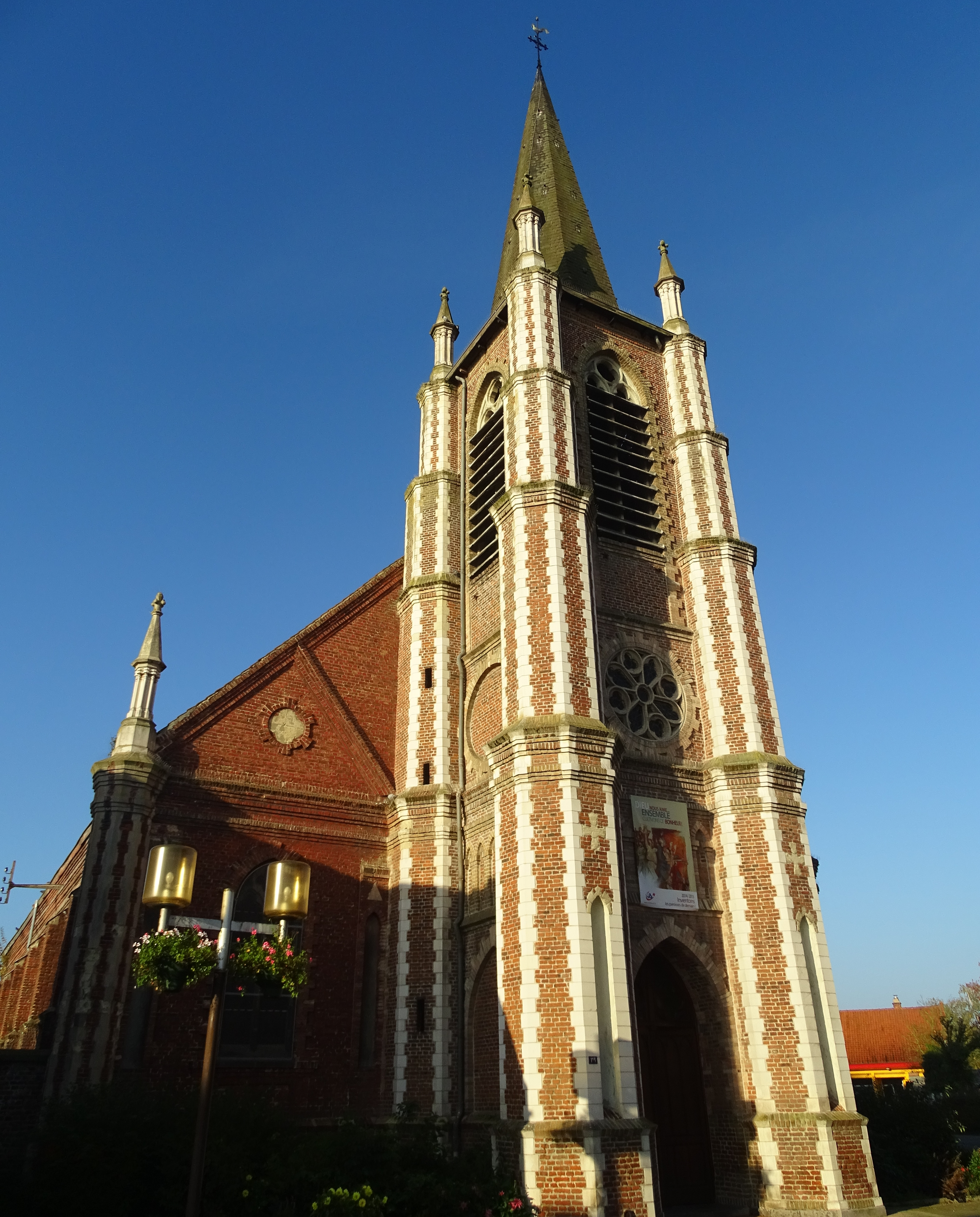
L'église Saint-Sarre de Vred.

Boursier au lycée de Douai, il fréquente les écoles académiques de Douai. Il poursuit sa formation à l'école des Beaux-Artsde Paris, élève de Léon Vaudoyer, promotion 1846. 
Il devient architecte du département du Nord à Douai en 1850 et entretient les bâtiments publics. 
Il construit des écoles, mairies et églises. En 1868, il devient architecte des hospices de Douai, dont il fit ériger les nouvelles salles d'infirmerie.
Il est membre fondateur de la société des architectes du Nord en 1868, initiative impulsée par Auguste Mourcou et Émile Vandenbergh.

## Réalisations
- 1859 et 1879-1882 : restauration de l'église Saint-Martin de Saméon
- 1860-1865 : église Saint-Sarre de Vred[2]
- 1861 : restauration de l'église Saint-Maurice de Bouvignies[3]
- 1867-1871 : presbytère de Landas[4]
- 1875 : école de filles, école de garçons, logement, groupe scolaire, Landas[5]